# Michel-Jean Amelot
Michel-Jean Amelot, baró de Brunelle i marquès de Gournay (1655 - París, 1724) va ser un aristòcrata, connoisseur (persona de gust i distinció), diplomàtic i polític francès. Conseiller d'état de Lluís XIV de França des de 1698, va ser enviat com a ambaixador francès a la Monarquia d'Espanya, amb la tasca real d'implantar l'absolutisme borbònic en la política fiscal espanyola i iniciar-hi una gestió econòmica colbertista. El 1707 fou el redactor, juntament amb Melchor de Macanaz, del Decret de Nova Planta que abolí les institucions d'autogovern i el règim constitucional dels regnes d'Aragó i València.

## Orígens familiars
Era fill de Charles Amelot, president del Grand Conseil del rei de França, i nebot de l'homònim arquebisbe de Tours Michel Amelot de Gournay (1612-1687).

## Matrimoni i descendents
El 3 de març de 1712 va casar la seva filla Marie-Anne Amelot amb Henri-Charles, comte de Tavannes i marquès de Suilly i d'Arc-sur-Thilo, i uní també la seva altra filla Catherine amb Joseph-Antoine Crozat, marquès de Tugny, immensament ric.

## Biografia política
El 1682 va ser destinat com a ambaixador davant la Sereníssima República de Venècia, on va portar com a secretari el seu preceptor, el connoisseur Roger de Piles. L'èxit que tingué a aquesta ambaixada el va promocionar a d'altres més delicades, davant del regne de Portugal (1685), la Confederació Suïssa (1688-1698). El 1705 fou enviat com a ambaixador francès a la monarquia d'Espanya (1705-1709), per bé que excedí el mer paper d'ambaixador en tenir un paper clau en la implantació de l'absolutisme durant els primers anys del regnat de Felip V de Castella, net de Lluís XIV de França i primer de la Casa de Borbó a esdevenir monarca d'Espanya, enmig de la Guerra de Successió Espanyola (1701-1714). Juntament amb el també francès Jean Orry exerciren com a primers ministres de major confiança durant aquest període, clau per a la configuració de l'absolutisme borbònic segons els criteris propis de l'absolutisme borbònic francès. Concretament a Amelot es va deure la reorganització de l'exèrcit borbònic espanyol segons el model de l'exèrcit francès. La seva col·laboració amb Orry es va centrar en la reforma de la Hisenda espanyola. El recel que va suscitar entre l'aristocràcia castellana d'una banda, i les pressions exercides per Lluís XIV en la conferència de Geertruidenberg perquè Felip V renunciés a la corona d'Espanya, portaren a la seva caiguda en desgràcia i precipitada sortida de l'ambaixada francesa a la cort de Felip V (1709). Retornat a França, durant les negociacions del Tractat d'Utrecht va presidir les sessions que van resoldre les diferències entre Víctor Amadeu II de Savoia, a partir d'aleshores nou rei de Sicília, i el príncep de Mònaco, que van resultar en la signatura d'un acord a París el 21 de juny de 1714; el representant britànic en aquestes reunions va ser el poeta-diplomàtic Matthew Prior. El 1716 va ser nomenat president del Consell de Comerç a França. Jacques Savary des Brûlons li va dedicar el Dictionnnaire universel de commerce (1723).

## Arquitectura
La seva compra el 1713 d'una casa (hôtel) en construcció al carrer de Saint-Dominique del Faubourg de Saint-Germain de París (l'hôtel Amelot de Gournay), va ser mostra de l'atreviment tant del patró com de l'arquitecte (Germain Boffrand). L'hôtel mostrava nombroses divergències respecte del model convencional d'hôtel particular parisenc de l'època: el seu pati d'honor estava separat completament del carrer per un cos baix amb una porta central rematada per un arc triomfal jònic, la seva façana era còncava, amb ordres gegants de pilastres corínties, i les ales laterals abraçaven un pati oval. El seu saló oval va passar a convertir-se en model de les cases parisenques.